# المنسي (فلم 2004)
المنسي (بالإنجليزية: The Forgotten) هو فيلم إثارة رعب نفسي خيال علمي أمريكي من إخراج جوزيف روبن وبطولة جوليان مور، دومينيك واست، غاري سينيز، ألفري وودارد، لينوس روش وأنتوني إدواردز. صدر الفيلم في 24 سبتمبر 2004.

## وصلات خارجية
- مقالات تستعمل روابط فنية بلا صلة مع ويكي بيانات